# TCPファストオープン
TCPファストオープン(TFO)とは、TCPの3ウェイハンドシェイク中にデータをやりとり出来るようにすることで、接続開始時のRTT(ラウンドトリップタイム)を軽減する技術。
2014年12月 RFC 7413として策定された。

## 欠点
TCPファストオープンに対応していないファイアウォールやIDS(侵入検知システム)によって通信が弾かれてしまうことがある。

## 類似技術
QUICもまたハンドシェイクの段階でのRTTを減らすことを大きな目的としている。こちらはUDPを使用するためファイアウォール弾かれにくい。